# Streptothamnus moorei
Streptothamnus
Genre
Espèce
Streptothamnus moorei, unique représentant du genre Streptothamnus, est une espèce de plantes à fleurs de la famille des Berberidopsidaceae. C'est un arbuste grimpant trouvé en Australie.

## Répartition et habitat
Cette espèce est originaire du Nord de la Nouvelle-Galles du Sud et du Sud-Est du Queensland, en Australie et se rencontre dans les zones boisées de montagne,.

## Systématique
Le genre Streptothamnus et l'espèce Streptothamnus moorei ont été décrits en 1862 par le botaniste Ferdinand von Mueller (1825-1896).